# Audax
Audax is een Nederlands zelfstandig mediaconcern met kantoren in Amsterdam, Rijen en Utrecht. Audax houdt zich bezig met het uitgeven, verspreiden en retailen van lectuur- en aanverwante producten in brede zin. Het bedrijf heeft over heel Nederland 430 Bruna- en ReadShop-winkels. 

## Geschiedenis
Audax begon in 1947 als Uitgeverij De Vrijbuiter, opgericht door de Tilburger Hubert J.W. de Leeuw. Enkele jaren later kwam ook zoon Jacques zich in het bedrijf. In 1988 nam de toenmalige Vrijbuiter Groep te Gilze de BV Verenigde Lektuurbedrijven (VLB) te Amsterdam over waardoor het Audax-concern ontstond. Het hoofdkantoor en de distributie activiteiten (onder de naam Betapress) werden gecentraliseerd in Gilze, aan de A58 ter hoogte van afrit Tilburg-Reeshof. Van verre was dit complex herkenbaar door het hoge kantoorgebouw uit 1989. 
Op 10 december 2009 ontving Jacques de Leeuw tijdens het TijdschriftenGala in Aalsmeer de Mercur d'Or voor publiekstijdschriften, de oeuvreprijs vanwege zijn verdiensten voor het uitgeefvak.
Onder leiding van de derde generatie - Hubert J.W.M. - de Leeuw, voormalig CEO en later lid van de Raad van Commissarissen, werd Audax vergroot door overnames van onder meer AKO, Bruna, ReadShop en BookSpot. Op 1 januari 2023 is Hans Willem Cortenraad benoemd tot CEO van Audax. Hij volgde daarmee Hubert de Leeuw op.
In 2024 werd het kantoorgebouw aan de A58 bij Gilze verlaten. De logistieke activiteiten aldaar waren toen al uitbesteed aan ID-logistics. De kantoren verhuisden naar Rijen. Het complex wordt gesloopt om plaats te maken voor een 35.000 m² groot doosvormig distributiecentrum.

## Organisatiestructuur

### Distributie
- Betapress B.V., gevestigd in Rijen, verzorgt verspreiding van Nederlandse en buitenlandse publiekstijdschriften, kranten, opiniebladen en aanverwanten.
- Van Ditmar B.V. te Utrecht verzorgt verspreiding van Nederlandse boeken en strips en de import en verspreiding van (hoofdzakelijk) Engelstalige boeken. Van Ditmar levert aan onder meer boekwinkels, conceptstores, webshops en musea.

### Uitgeverij
- Audax Publishing B.V. te Amsterdam is een uitgever met een portfolio van bekende mediamerken: Vriendin, Weekend, Party, Mijn Geheim, Royalty en Santé. Voor zowel druk als voor online is zij gespecialiseerd in de productie en distributie van content op het gebied van showbizz en amusement, royalty, gezondheid en persoonlijke (levens)verhalen.

### Retail
- Audax Retail B.V. te Utrecht is een organisatie gebaseerd op lectuurverkoop met post- en bancaire servicepunten. Dit gebeurt onder de retailmerken Bruna (bijna 300 winkels, zowel eigen winkels als franchise) en ReadShop (ruim 140 franchisewinkels).
- Onder Audax Retail valt ook het merk Vivánt met een kleine 40 winkels, en tevens maakt RDC Inkooppartners - met meer dan 40 winkels - deel uit van de organisatie.

### E-commerce
- Audax E-commerce, onderdeel van Audax Digitaal B.V., is vooral actief met de verkoop via de websites van het bedrijf.